# Список найдовших тунелів світу
Список найдовших тунелів світу очолюють тунелі споруджені для транспортування води. За ними йдуть залізничні тунелі.

## Найдовші діючі тунелі світу
| Назва                                                                      | Місце                                                                            | Довжина, м       | Тип                              | Рік       | Коментар |
| -------------------------------------------------------------------------- | -------------------------------------------------------------------------------- | ---------------- | -------------------------------- | --------- | --- |
| Делаверський акведук (англ. Delaware Aqueduct)                             | Нью-Йорк, США                                                                    | 137 000          | Водопровід                       | 1945      | Головний постачальник води у місто Нью-Йорк, пробурений через суцільну гірську породу |
| Водний тунель Пяйянне                                                      | Південна Фінляндія, Фінляндія                                                    | 120 000          | Водопровід                       | 1982      | Пробурений через суцільну гірську породу, площа зрізу — 16 м² |
| Тунель Оранж-Фіш Рівер (англ. Orange–Fish River Tunnel)                    | Південна Африка                                                                  | 82 800           | Водопровід                       | 1972      | Найдовший неперервний закритий акведук в південній півкулі, площа зрізу — 22,5 м² |
| Водний тунель Больмену (швед. Bolmentunneln)                               | Крунуберґ/Сканія, Швеція                                                         | 82 000           | Водопровід                       | 1987      | Площа зрізу — 8 м² |
| Готтардський базисний тунель                                               | Лепонтинські Альпи, Швейцарія                                                    | 57 091 та 56 978 | Залізниця                        | 2016      | Найдовший і найглибший залізничний тунель світу (за винятком метро з проміжними станціями). Зважаючи на геодезичну лінію в 55,782 км між 2 виходами, може вважатися найдовшим транзитним тунелем світу. Складається з двох паралельних тунелів — східного (57 091 м) та західного (56 978 м). Діаметр — 8,8 - 9,5 |
| Сейканський тунель                                                         | Протока Цуґару, Японія                                                           | 53 850           | Залізниця                        | 1988      | Найдовший у світі вузькоколійний залізничний тунель, площа зрізу — 74 м² |
| Желівський водний тунель (чеськ. Želivka Water Tunnel)                     | Середньочеський край, Чехія                                                      | 51 075           | Водопровід                       | 1972      | Поперечний зріз — 5 м² |
| Євротунель                                                                 | Ла-Манш, Велика Британія — Франція                                               | 50 450           | Залізниця                        | 1994      | Найдовша підводна частина, найдовший міжнародний тунель, другий найдовший тунель з нормальною колією (2×45 м² + 1×18 м²) |
| П'ята лінія                                                                | Сеульський метрополітен, Південна Корея                                          | 47 600           | Метро                            | 1995-1996 | Третій найдовший тунель метро |
| Система швидкісного транспорту: Центральна лінія (англ. Downtown MRT line) | Сінгапур                                                                         | 41 900           | Метро                            | 2017      | |
| Серпуховсько-Тимірязівська лінія                                           | Московський метрополітен, Росія                                                  | 41 500           | Метро                            | 1983-2002 | |
| Мадридський метрополітен: 12 лінія (Metro Sur)                             | Мадрид, Іспанія                                                                  | 40 900           | Метро                            | 1999-2003 | |
| Тотемае - Сіодоме - Хікарігаока (Лінія Оедо)                               | Токіо, Японія                                                                    | 40 700           | Метро                            | 1991-2000 | |
| Акведук Кваббін                                                            | Массачусетс, США                                                                 | 39 600           | Водопровід                       | 1897-1905 | |
| Калузько-Ризька лінія                                                      | Московський метрополітен, Росія                                                  | 37 600           | Метро                            | 1958-1990 | |
| Лечберзький базисний тунель                                                | Бернінські Альпи, Швейцарія                                                      | 34 577           | Залізниця                        | 2007      | Найдовший тунель в країні, завдовжки близько 22 км в одноколійному вимірі |
| Мадридський метрополітен: лінія 7                                          | Мадрид, Іспанія                                                                  | 32 919           | Метро                            | 1974-2007 | |
| Ратхаус Шпандау-Рудов (U7)                                                 | Берлінський метрополітен                                                         | 31 800           | Метро                            | 1924-1984 | |
| Друга оранжева лінія                                                       | Монреальський метрополітен, Канада                                               | 30 798           | Метро                            | 1966-2007 | |
| Московсько-Петроградська лінія                                             | Петербурзький метрополітен, Росія                                                | 30 100           | Метро                            | 1961-2006 | |
| Кіровсько-Виборзька лінія                                                  | Петербурзький метрополітен, Росія                                                | 29 600           | Метро                            | 1955-1978 | |
| Гвадаррамський тунель                                                      | Сьерра де Гвадаррама, Іспанія                                                    | 28 377           | Залізниця                        | 2007      | |
| Тайханшанський тунель                                                      | Тайханшанські гори, Китай                                                        | 27 848           | Залізниця                        | 2008      | На швидкісній залізниці між Шицзячжуанем і Тайюанем |
| Північна лінія                                                             | Лондонський метрополітен, Велика Британія                                        | 27 800           | Метро                            | 1890-1940 | |
| Дайніті-Нагахара (Лінія Таніматі)                                          | Осакський метрополітен, Японія                                                   | 27 100           | Метро                            | 1967-1983 | |
| ВЕП-тунель                                                                 | CERN, Швейцарія — Франція                                                        | 26 659           | Прискорювач частинок             | 1989      | Площа зрізу — 11,3—15,9 м²; кільцевий тунель, сьогодні використовується Великим адронним колайдером |
| Тунель Хаккода                                                             | Гори Хаккода, Японія                                                             | 26 455           | Залізниця                        | 2010      | Прорив відбувся в 2005 році |
| Канаяма-станція (Айті) — Наґоя Доме-мае Йада (Лінія Мейдзо)                | Метрополітен Наґої, Японія                                                       | 26 400           | Метро                            | 1965-2004 | |
| Шанлиурфійські іригаційні тунелі                                           | Туреччина                                                                        | 26 400           | Іригація                         | 2005      | [ 5 ] |
| Дериваційний тунель ГЕС Ґілбел Ґібе II                                     | Ефіопія                                                                          | 26 000           | Гідроенергетика                  | 2005-2009 | Тунель частково зруйнований. Ремонтувався з жовтня 2010 року |
| Тунель Івате Ітінохе                                                       | Гори Оу, Японія                                                                  | 25 810           | Залізниця                        | 2002      | |
| Лердальський тунель                                                        | Лердаль — Аурланд, Норвегія                                                      | 24 510           | Автомобільний                    | 2000      | Найдовший автомобільний тунель світу |
| Жовта лінія (Делійське метро): ҐТБ Наґар - Катуб Мінар                     | Делі, Індія                                                                      | 24 000           | Метро                            | 2004-2010 | Найдовший тунель метро в Індії |
| Мадридський метрополітен: Лінія 1: Вальдекаррос - Пінар- де-Чамартін       | Мадрид, Іспанія                                                                  | 23 876           | Метро                            | 1919-2007 | |
| Вінервальдський тунель                                                     | захід Відня, Австрія                                                             | 26 000           | Залізниця                        | 2012      | Найдовший тунель Австрії |
| Мадридське метро: Лінія 6: Кільцева дорога                                 | Мадрид, Іспанія                                                                  | 23 472           | Метро                            | 1979-2007 | |
| Перша зелена лінія                                                         | Монреальський метрополітен, Канада                                               | 23 262           | Метро                            | 1966-2007 | |
| Варшавський метрополітен: Лінія 1: Кабати - Млоціни                        | Варшава, Польща                                                                  | 23 100           | Метро                            | 1983-2008 | |
| Тунель Іїяма                                                               | Іїяма, Японія                                                                    | 22 225           | Залізниця                        | 2015      | |
| Тунель Дайшимідзу                                                          | Гора Таніґава, Японія                                                            | 22 221           | Залізниця                        | 1982      | |
| Ушаолінський тунель                                                        | Вувей, Китай                                                                     | 21 050           | Залізниця                        | 2006      | Другий тунель відкритий в 2007 |
| Лінія 1 Барселонського метрополітену                                       | Барселона, Іспанія                                                               | 20 700           | Метро                            | 1926-1992 | |
| Тунель Кимджонгу                                                           | Пусан, Південна Корея                                                            | 20 323           | Швидкісна залізниця              | 2010      | |
| Лондонська електрична лінія                                                | Лондон, Велика Британія                                                          | 20 000           | Тунель для лінії електропередачі | 2005      | Компанія National Grid, 3-метровий діаметр, кільце 400 кіловольт, підвісна монорейкова дорога |
| Симплонський тунель                                                        | Лепонтинські Альпи, Швейцарія — Італія                                           | 19 803           | Залізниця                        | 1906      | Паралельний тунель був відкритий в 1922 (довжина 19 824 м) |
| Ферайна (нім. Vereina)                                                     | Сільврета, Швейцарія                                                             | 19 058           | Залізниця                        | 1999      | Одношляховий з роз'їздами, метрова колія |
| Оболонсько-Теремківська лінія                                              | Київський метрополітен, Україна                                                  | 19 050           | Метро                            | 1976      | |
| Шин-Каммон                                                                 | Каммонська протока, Японія                                                       | 18 713           | Залізниця                        | 1975      | |
| Валья                                                                      | Болонья — Флоренція, Італія                                                      | 18 711           | Залізниця                        | 2009      | Болонсько-Флорентійська швидкісна залізниця |
| Апеннінський базисний тунель                                               | Апеннінські гори, Італія                                                         | 18 507           | Залізниця                        | 1934      | |
| Ціньлін I-II                                                               | Ціньлінські гори, Китай                                                          | 18 457           | Залізниця                        | 2002      | Двохколійний шлях |
| Автозаводська лінія                                                        | Мінський метрополітен, Білорусь                                                  | 18 100           | Метро                            | 1990      | |
| Чжуннаньшань                                                               | Китай                                                                            | 18 040           | Автомобільний                    | 2007      | |
| Холодногірсько-Заводська лінія                                             | Харківський метрополітен, Україна                                                | 17 300           | Метро                            | 1975      | |
| Готтардський автомобільний тунель                                          | Лепонтинські Альпи, Швейцарія                                                    | 16 918           | Автомобільний                    | 1980      | |
| Лінія 4 Барселонського метро                                               | Барселона, Іспанія                                                               | 16 700           | Метро                            | 1929-1999 | |
| Лінія 3 Барселонського метро                                               | Барселона, Іспанія                                                               | 16 600           | Метро                            | 1924-2001 | |
| Лінія 5 Барселонського метро                                               | Барселона, Іспанія                                                               | 16 600           | Метро                            | 1959-1983 | |
| Мадридське метро: Лінія 8: Нуевос Мінісеріос - Мадридський Аеропорт        | Мадрид, Іспанія                                                                  | 16 467           | Метро                            | 1998-2007 | |
| Мадридське метро: Лінія 3: Монклоа - Вільяверде Альто                      | Мадрид, Іспанія                                                                  | 16 424           | Метро                            | 1939-2007 | |
| Лінія 3 Афінського метро                                                   | Афіни, Греція                                                                    | 16 400           | Метро                            | 1991-2008 | Лінія 3 загалом має довжину 39,6 км, але з них лише 16,4 км підземні. |
| Тунель Рокко                                                               | Гора Рокко, Японія                                                               | 16 250           | Залізниця                        | 1972      | |
| Тунель Солан                                                               | Тхебек, Канвон, Південна Корея                                                   | 16 240           | Залізниця                        | 2012      | Включає в себе спіраль |
| Тунель Гендерсон                                                           | Передовий хребет, США                                                            | 15 800           | Залізниця                        | 1976      | Вузькоколійна залізниця, замінена стрічковим конвеєром в 1999 році. Тільки один прохід, слугував підземною шахтою |
| Фуркинський базисний тунель                                                | Урійські Альпи, Швейцарія                                                        | 15 442           | Залізниця                        | 1982      | Односторонній шлях з роз'їздами, метрова колія |
| Ченерійський базисний тунель                                               | Лепонтинські Альпи, Швейцарія                                                    | 15 400 м         | Залізниця                        | 2020      | Новий Готтардський залізничний шлях |
| Харуна                                                                     | Префектура Ґумма, Японія                                                         | 15 350           | Залізниця                        | 1982      | |
| Північномуйський тунель                                                    | Північно-Муйський хребет, Росія                                                  | 15 343           | Залізниця                        | 2003      | |
| Фіренцуола                                                                 | Болонья —Флоренція, Італія                                                       | 15 285           | Залізниця                        | 2009      | Болонсько-Флорентійська швидкісна залізниця |
| Тунель Горігаміне                                                          | Такасакі — Наґано, Японія                                                        | 15 175           | Залізниця                        | 1997      | |
| Монте Санто-Марко                                                          | Паола — Козенца, Італія                                                          | 15 040           | Залізниця                        | 1987      | |
| Готтардський залізничний тунель                                            | Лепонтинські Альпи, Швейцарія                                                    | 15 003           | Залізниця                        | 1882      | |
| Накаяма                                                                    | Префектура Ґумма, Хонсю, Японія                                                  | 14 857           | Залізниця                        | 1982      | |
| Кьяоне ель Саргенто                                                        | Іло — Токепала /Кьяонська промислова залізниця — Корпорація Southern Peru Copper | 14 724           | Залізниця                        | 1975      | |
| Тунель Монт Макдональд                                                     | Перевал Роджерса, Національний парк Глейшер, Канада                              | 14 723           | Залізниця                        | 1989      | |
| Лечберзький тунель                                                         | Швейцарські Альпи, Швейцарія                                                     | 14 612           | Залізниця                        | 1913      | |
| Тунель Румеріке                                                            | Осло — Ліллестрем, Норвегія                                                      | 14 580           | Залізниця                        | 1999      | |
| Стокгольмський метрополітен: синя лінія                                    | Стокгольм, Швеція                                                                | 14 300           | Метро                            | 1975-1977 | |
| Даяошань                                                                   | Наньлінські гори, Китай                                                          | 14 294           | Залізниця                        | 1987      | |
| Синя (або Чайки) лінія Лісабонського метро                                 | Лісабон, Португалія                                                              | 14 000           | Метро                            | 1959-2007 | |
| Арльберзький автомобільний тунель                                          | Арльберг, Австрія                                                                | 13 972           | Автомобільний                    | 1978      | |
| Тунель Хокуріку                                                            | Префектура Фукуй, Японія                                                         | 13 870           | Залізниця                        | 1962      | |
| Тунель Мон-Сеніс                                                           | Альпи, Франція — Італія                                                          | 13 636           | Залізниця                        | 1871      | |
| Мармарай                                                                   | Стамбул, Туреччина                                                               | 13 600           | Залізниця                        | 2013      | Побудований в зоні стику двох літосферних плит, між двох континентів |
| Шин-Сімідзу                                                                | Гора Танігава, Японія                                                            | 13 500           | Залізниця                        | 1967      | |
| Залізничний тунель Савіо                                                   | Гельсінки — Керава, Фінляндія                                                    | 13 500           | Залізниця                        | 2008      | |
| Тунель Хекс Рівер                                                          | Перевал Хекс Рівер, Південна Африка                                              | 13 400           | Залізниця                        | 1989      | |
| Шлернський тунель                                                          | Больцано, Італія                                                                 | 13 159           | Залізниця                        | 1993      | |
| Капонеро – Каповерде                                                       | Генуя — Вентімілья, Італія                                                       | 13 135           | Залізниця                        | 2001      | Включає в себе підземну станцію ("Сан Ремо") |
| Лінія 2 Барселонського метрополітену                                       | Барселона, Іспанія                                                               | 13 100           | Метро                            | 1985-1997 | |
| Тунель Акі                                                                 | Санйо-сінкансен, Японія                                                          | 13 030           | Залізниця                        | 1975      | |
| Багато інших тунелів мають довжину меншу за 13 кілометрів                  |                                                                                  |                  |                                  |           | |

## Найдовші тунелі світу на стадії будівництва
| Назва                                                                                      | Місце                         | Довжина | Тип                 | Рік       | Коментар |
| ------------------------------------------------------------------------------------------ | ----------------------------- | ------- | ------------------- | --------- | --- |
| Водяний тунель міста Нью-Йорк №3 (англ. New York City Water Tunnel № 3)                    | Нью-Йорк, США                 | 96 560  | Водопровід          | 2026      | Додатковий постачальник води у місто Нью-Йорк; споруджується з 1970 року. По завершенню стане третім найдовшим тунелем світу. Вже використовується                   |
| 15 лінія Паризького метро                                                                  | Париж, Петі Куррон, Франція   | 75 000  | Метро               | 2025–2030 | Кільцева лінія |
| Бреннерський базисний тунель                                                               | Східні альпи, Австрія/Італія  | 55 300  | Двотрубна залізниця | 2028      | Будівництво почалося в березні 2015 року. Разом із уже побудованим внутрішнім тунелем він утворить найдовший у світі безперервний залізничний тунель довжиною 64 км. |
| Земмерінзький базисний тунель                                                              | Нижня Австрія/Штирія, Австрія | 27 300  | Двотрубна залізниця | 2028      | Будівницто першої за контрактом секції почалося в січні 2014 року. Скоротить час подорожі між Віднем і Грацом на 30 хвилин і є частиною Балто-Адріатичного коридору  |
| Базисний тунель Пахарес                                                                    | Астурія, Іспанія              | 24 667  | Залізниця           | 2023      | Відкриття під питанням через кілька значних протікань води і пониження рівня місцевих ґрунтових вод                                                                  |
| Лінія Фуллу                                                                                | Осло, Норвегія                | 19 500  | Залізниця           | 2022      | |
| Фербіфарт Стокгольм                                                                        | Стокгольм, Швеція             | 16 500  | Автомобільний       | 2030      | |
| Таблиця може бути не повною. Будується чимало інших тунелів, які будуть коротшими за 13 км |                               |         |                     |           | |